# メアリーと秘密の王国
『メアリーと秘密の王国』（原題: Epic）は、2013年のアメリカの3DCGによる3Dアニメ映画。「アイス・エイジ」の監督が贈る、驚きと感動のファンタジー・アドベンチャー。アメリカ合衆国では2013年5月24日に2D/3D版で公開され、日本では2014年10月18日にイオンシネマにて2D版のみ公開された。その後、同年12月3日にBlu-ray Disc&DVDで発売された。
キャッチコピーは「目に見えない世界がそこにある―」。

## あらすじ
森の奥深く、ジャングルの中心で、カタツムリ、鳥や昆虫、小さな森の人々、そして残忍な戦士たちによって、善の勢力と悪の闇の勢力の間で何年にもわたって戦争が繰り広げられてきました。人々はこれらの闘争に気づいていません。しかし、魔法によって、若いティーンエイジャーのメアリー・キャサリンはこの隠された領域の真ん中に運ばれます。メアリーは、奇妙な実験や研究を嫌がらない狂った教授の娘です。あなたのお父さんはいつも、人間は世界に一人で住んでいないという考えを持っていました。森の住民の世界に閉じ込められたメアリー・キャサリンは、最前線の間に閉じ込められ、この隠された王国を救うために、奇妙で幻想的な存在の異質なバンドに参加する必要があります-私たちの世界の運命はそれに依存しているからです。

## 声の出演
メアリー・キャサリン
演 - アマンダ・サイフリッド / 日本語吹替 - 高垣彩陽

ノッド
演 - ジョシュ・ハッチャーソン / 日本語吹替 - 小野大輔

ローニン
演 - コリン・ファレル / 日本語吹替 - 小山力也

クイーン・タラ
演 - ビヨンセ・ノウルズ / 日本語吹替 - 本田貴子

バンバ
演 - ジェイソン・サダイキス / 日本語吹替 - 千葉繁

ニム・ガルー
演 - スティーヴン・タイラー / 日本語吹替 - 立木文彦

マンドレイク
演 - クリストフ・ヴァルツ / 日本語吹替 - 郷田ほづみ

マブ
演 - アジズ・アンサリ / 日本語吹替 - 伊藤健太郎

グラブ
演 - クリス・オダウド / 日本語吹替 - 長嶝高士

ブフォ
演 - ピットブル / 日本語吹替 - 咲野俊介

ダッダ
演 - ブレイク・アンダーソン / 日本語吹替 - 鶴岡聡

マリーゴールド
演 - エマ・ケニー / 日本語吹替 - 潘めぐみ

ランダー
演 - ジュダ・フリード / 日本語吹替 -

- その他の声の吹き替え：間宮康弘／赤城進／吉田麻実／中上育実／冨樫かずみ／各務立基／森田了介／菅原雅芳／優希／原田真純